# Aleksia Kurtelesi
Aleksia Kurtelesi (grec. Αλεξία Κουρτελέση, ur. 23 maja 1971) – grecka judoczka. Olimpijka z Aten 2004, gdzie odpadła w eliminacjach w wadze średniej.
Uczestniczka mistrzostw świata w 1991. Startowała w Pucharze Świata w latach 1996-1998 i 2004. Siódma na mistrzostwach Europy w 1993. Mistrzyni Grecji w 2004 i 2006 roku.

## Letnie Igrzyska Olimpijskie 2004
| Konkurencja | Eliminacje              | Klas. końcowa |
| Konkurencja | Przeciwnik I            | Miejsce       |
| ----------- | ----------------------- | ------------- |
| 70 kg       | Elizabeth Copes (ARG) P | I runda.      |